# Chicago Marathon 2023
De Bank of America Chicago Marathon 2023 vond plaats op 8 oktober 2023. De wedstrijd had een platinum label van World athletics.
Bij de mannen won de Keniaan Kelvin Kiptum in een nieuw wereldrecord van 2:00.35, hiermee werd hij de eerste atleet die in drie marathons onder de 2:02 liep. Het was tevens zijn laatste marathon voordat hij overleed in 2024. Benson Kipruto en de Belg Bashir Abdi vervolledigden het podium.
De Nederlandse Sifan Hassan won de vrouwenwedstrijd, ze liep met 2:13.44 een Europees record en de tweede snelster tijd ooit. Het was haar tweede marathon. Titelverdedigster Ruth Chepngetich eindigde als tweede.

## Uitslagen[3]

### Mannen
| Plaats | Naam             | Land             | Tijd    | Opmerking        |
| ------ | ---------------- | ---------------- | ------- | ---------------- |
| Goud   | Kelvin Kiptum    | Kenia            | 2:00.35 | Wereldrecord     |
| Zilver | Benson Kipruto   | Kenia            | 2:04.02 |                  |
| Brons  | Bashir Abdi      | België           | 2:04.32 |                  |
| 4      | John Korir       | Kenia            | 2:05.09 |                  |
| 5      | Seifu Tura       | Ethiopië         | 2:05.29 |                  |
| 6      | Conner Mantz     | Verenigde Staten | 2:07.47 |                  |
| 7      | Clayton Young    | Verenigde Staten | 2:08.00 |                  |
| 8      | Galen Rupp       | Verenigde Staten | 2:08.48 |                  |
| 9      | Samuel Chelanga  | Verenigde Staten | 2:08.50 |                  |
| 10     | Takashi Ichida   | Japan            | 2:08.57 |                  |
| 11     | Brian Shrader    | Verenigde Staten | 2:09.46 |                  |
| 12     | Wesley Kiptoo    | Kenia            | 2:10.28 |                  |
| 13     | Matt McDonald    | Verenigde Staten | 2:10.34 |                  |
| 14     | Joel Reichow     | Verenigde Staten | 2:10.37 |                  |
| 15     | Andrew Colley    | Verenigde Staten | 2:11.22 |                  |
| 16     | Kevin Salvano    | Verenigde Staten | 2:11.26 |                  |
| 17     | Dawit Wolde      | Ethiopië         | 2:11.33 |                  |
| 18     | Frank Lara       | Verenigde Staten | 2:12.57 |                  |
| 19     | Jordan Gusman    | Malta            | 2:13.13 | Nationaal record |
| 20     | Stephan Kiselyov | Rusland          | 2:13.26 |                  |

### Vrouwen
| Plaats | Naam                    | Land                | Tijd    | Opmerking       |
| ------ | ----------------------- | ------------------- | ------- | --------------- |
| Goud   | Sifan Hassan            | Nederland           | 2:13.44 | Europees record |
| Zilver | Ruth Chepngetich        | Kenia               | 2:15.37 |                 |
| Brons  | Megertu Alemu           | Ethiopië            | 2:17.09 |                 |
| 4      | Joyciline Jepkosgei     | Kenia               | 2:17.23 |                 |
| 5      | Tadu Teshome            | Ethiopië            | 2:20.04 |                 |
| 6      | Genzebe Dibaba          | Ethiopië            | 2:21.47 |                 |
| 7      | Emily Sisson            | Verenigde Staten    | 2:22.09 |                 |
| 8      | Molly Seidel            | Verenigde Staten    | 2:23.07 |                 |
| 9      | Rose Harvey             | Verenigd Koninkrijk | 2:23.21 |                 |
| 10     | Sara Vaughin            | Verenigde Staten    | 2:23.24 |                 |
| 11     | Gabriella Rooker        | Verenigde Staten    | 2:24.35 |                 |
| 12     | Dakotah Lindwurm        | Verenigde Staten    | 2:24.40 |                 |
| 13     | Emma Bates              | Verenigde Staten    | 2:25.04 |                 |
| 14     | Tristin Van Ord         | Verenigde Staten    | 2:25.58 |                 |
| 15     | Sutume Kebede           | Ethiopië            | 2:26.49 |                 |
| 16     | Dominique Scott         | Zuid-Afrika         | 2:27.32 |                 |
| 17     | Desiree Linden          | Verenigde Staten    | 2:27.35 |                 |
| 18     | Maggie Montoya          | Verenigde Staten    | 2:28.22 |                 |
| 19     | Emeline Delanis         | Frankrijk           | 2:31.29 |                 |
| 20     | Stacey Chepkemboi Ndiwa | Kenia               | 2:31.34 |                 |

### Winnaars wheelers
| Geslacht | Naam                | Land        | Tijd    | Opmerking      |
| -------- | ------------------- | ----------- | ------- | -------------- |
| mannen   | Marcel Hug          | Zwitserland | 1:22.37 | parcoursrecord |
| vrouwen  | Catherine Debrunner | Zwitserland | 1:38.44 | parcoursrecord |

1. ↑  Verbluffende Kelvin Kiptum verbreekt wereldrecord op marathon van Chicago, Bashir Abdi 3e | sporza. sporza.be. Geraadpleegd op 30 april 2024.
2. ↑  Sifan Hassan wint in sensationele race de Chicago Marathon in een Europees record en de tweede tijd ooit.. Runner's World (8 oktober 2023). Geraadpleegd op 30 april 2024.
3. ↑  Bank of America Chicago Marathon | Results | World Athletics. worldathletics.org. Geraadpleegd op 30 april 2024.

1977 ·
1978 ·
1979 ·
1980 ·
1981 ·
1982 ·
1983 ·
1984 ·
1985 ·
1986 ·
1987 ·
1988 ·
1989 ·
1990 ·
1991 ·
1992 ·
1993 ·
1994 ·
1995 ·
1996 ·
1997 ·
1998 ·
1999 ·
2000 ·
2001 ·
2002 ·
2003 ·
2004 ·
2005 ·
2006 ·
2007 ·
2008 ·
2009 ·
2010 ·
2011 ·
2012 ·
2013 · 
2014 · 
2015 · 
2016 · 
2017 · 
2018 · 
2019 · 
2021 · 
2022 · 
2023